# Paraliparis charcoti
Paraliparis charcoti är en fiskart som beskrevs av Duhamel 1992. Paraliparis charcoti ingår i släktet Paraliparis och familjen Liparidae. Inga underarter finns listade i Catalogue of Life.